# Wrigley (Territoires du Nord-Ouest)
Pour les articles homonymes, voir Wrigley.
Wrigley (en esclave du Sud : Pehdzeh Ki) est une autorité désignée de la région de Dehcho, aux Territoires du Nord-Ouest. La communauté est située sur la côte est du fleuve Mackenzie près de sa confluence avec la rivière Wrigley à environ 750 km au nord de Yellowknife. Elle fait partie de la division de recensement de la Région 4. Elle est administrée par la Première Nation de Pehdzeh Ki, une première nation dénée.

## Histoire

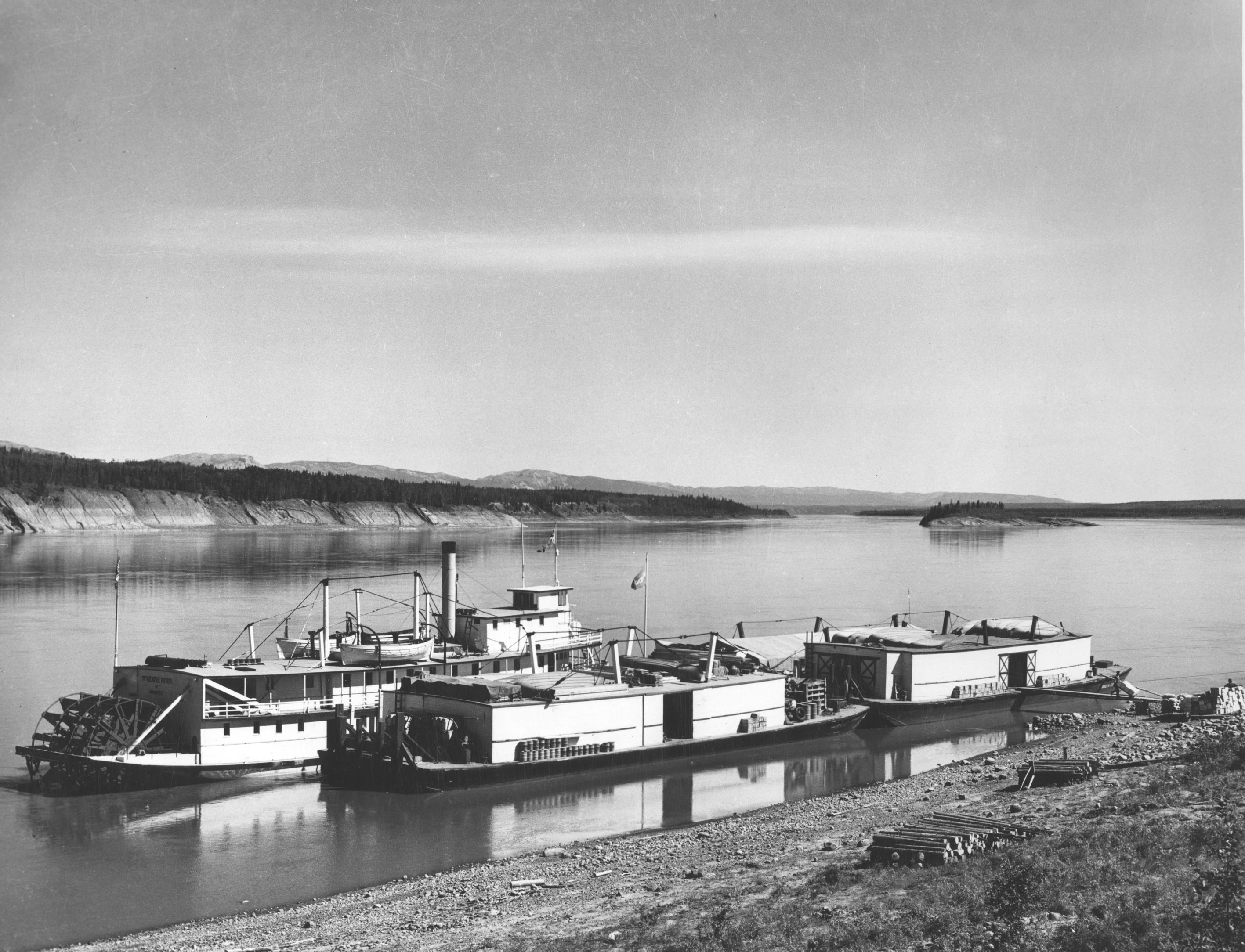
Le S.S. Mackenzie River et trois barges amarrées à Fort Wrigley en 1946

Originellement, la communauté était située au Fort Wrigley, mais elle a été installée à son emplacement actuel en 1965 parce que cet endroit était plus accessible grâce à l'aéroport de Wrigley de la Première Guerre mondiale construit dans le cadre du projet de la Canol Road. De nos jours, la communauté est accessible via la route Mackenzie.

## Population
- 117 (recensement de 2021)
- 119 (recensement de 2016)[1]
- 133 (recensement de 2011)
- 122 (recensement de 2006)[2]
- 165 (recensement de 2001)